# STS-81

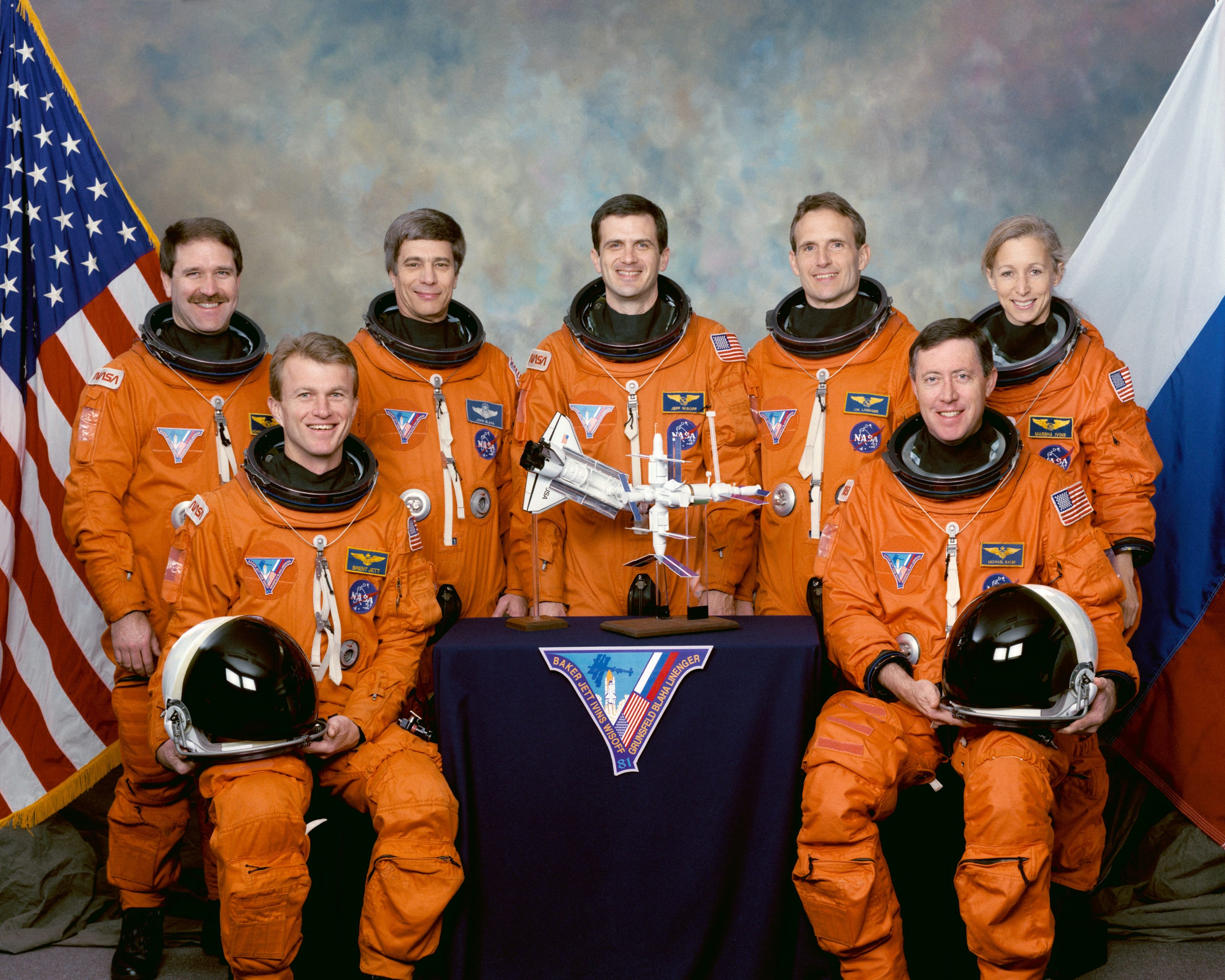
Екіпаж STS-81: Зліва направо — Фронт: Джетт, Бейкер; Назад: Грансфелд, Блаха, Уайсофф, Ліненджер, Айвінс

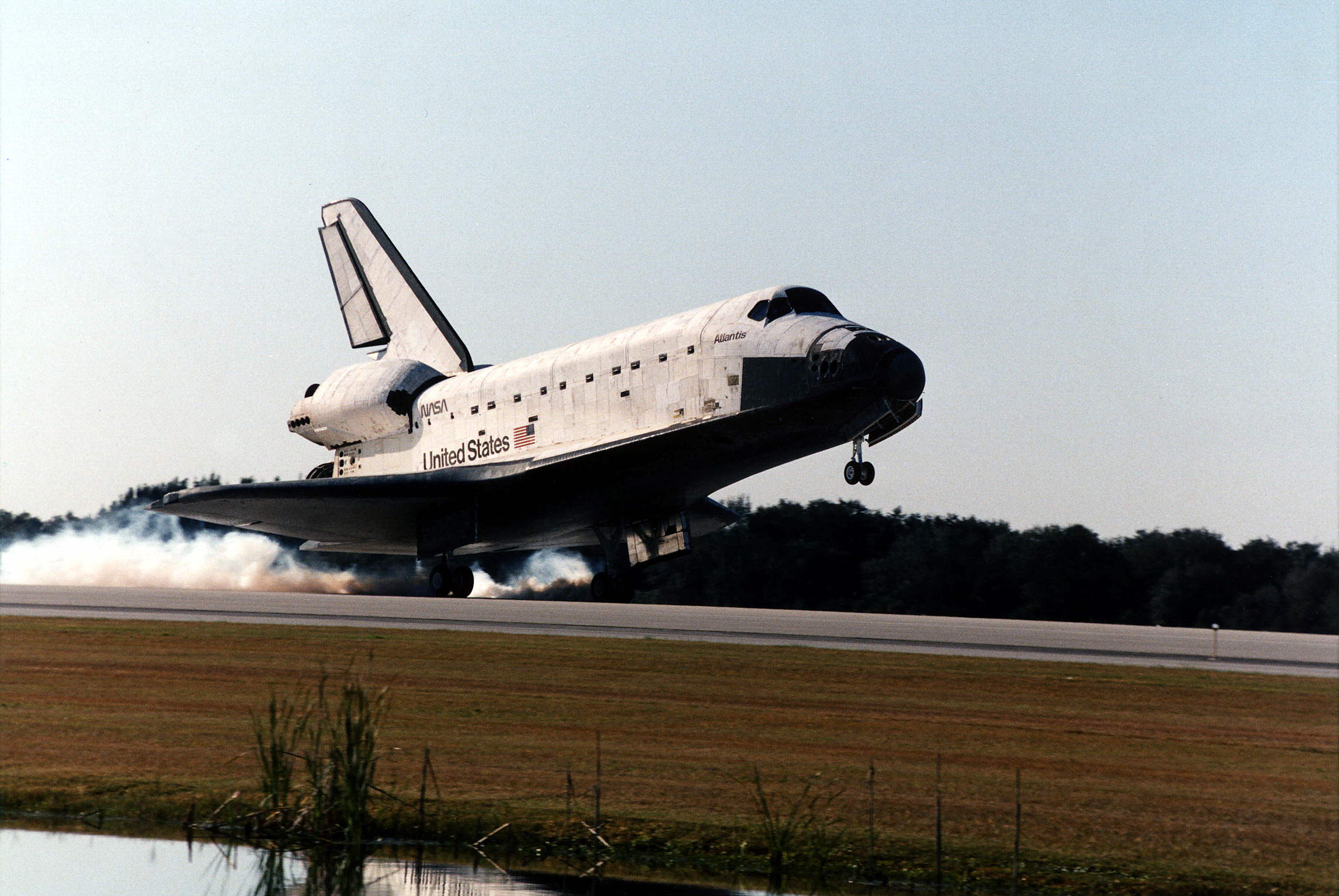
Посадка «Атлантіса»

STS-81 — 81-й старт шатлів в рамках програми «Спейс Шаттл» і 18 й космічний політ «Атлантіса», здійснений 12 січня 1997 року. У програму польоту входили: п'яте стикування шатла з російською орбітальною станцією «Мир», доставка і повернення вантажів, ротація екіпажу стації, різні експерименти. Астронавти провели в космосі близько 11 діб і успішно приземлилися на летовищі авіабази Едвардс 20 січня 1997 року.

## Екіпаж
- (НАСА): Майкл Бейкер (4)[2] — командир.
- (НАСА): Брент Джетт (2) — пілот;
- (НАСА): Пітер Вайсофф (3) — фахівець польоту;
- (НАСА): Джон Грансфелд (2) — фахівець польоту;
- НАСА: Марша Айвінс (англ. Marsha Sue Ivins) (4) — фахівець польоту;
- (НАСА): Джеррі Ліненджер (2) — фахівець польоту;
- (НАСА): Джон Блаха (5) — фахівець польоту;